# Royal Aircraft Factory R.A.F.4
Royal Aircraft Factory R.A.F.4 byl vzduchem chlazený vidlicový dvanáctiválcový letecký motor, vyvinutý roku 1915 na základě zkušeností s předchozími konstrukcemi motorů R.A.F.1 a R.A.F.3. Poháněl, mj. letouny Armstrong Whitworth F.K.8, Royal Aircraft Factory B.E.12, Royal Aircraft Factory R.E.7 a Royal Aircraft Factory R.E.8. Motor zkonstruoval A. J. Rowledge (1876–1957), který později pracoval na vývoji leteckých motorů u firmy Rolls-Royce Ltd.

## Verze
- R.A.F.4, 140 hp
- R.A.F.4a, 150 hp
- R.A.F.4d, 180 hp (postaveno pouze 16 motorů, zkoušen na strojích Royal Aircraft Factory R.E.8 a Bristol F.2B Fighter)
- R.A.F.4e, 240 hp

Celkem bylo vyrobeno minimálně 3624 motorů R.A.F.4.

## Technická data motoru Royal Aircraft Factory R.A.F.4a
- Typ: pístový letecký motor, čtyřdobý zážehový vzduchem chlazený vidlicový dvanáctiválec (bloky válců svírají úhel 60 stupňů) s atmosférickým plněním, vybavený reduktorem, motor pohání levotočivou tažnou vrtuli

- Vrtání válce: 100 mm
- Zdvih pístu: 140 mm
- Celková plocha pístů: 942,48 cm²
- Zdvihový objem motoru: 13 194 cm³
- Převod reduktoru: 2,00
- Kompresní poměr: 5,30
- Rozvod ventilový
- Zapalování magnety A6.S
- Příprava směsi: karburátory Claudel-Hobson Mk.1A
- Mazání tlakové, oběžné
- Hmotnost suchého motoru: 308,4 kg
- Výkony:
  - vzletový: 163 hp (121,5 kW) při 1800 ot/min
  - maximální: 173 hp (129 kW) při 2000 ot/min